# ابوالوفا (کوهدشت)
ابوالوفا یک روستا در ایران است که در دهستان گل‌گل واقع شده‌است. ابوالوفا ۴۱۱ نفر جمعیت دارد.